# Aporia bieti
Aporia bieti är en fjärilsart som beskrevs av Charles Oberthür 1884. Aporia bieti ingår i släktet Aporia och familjen vitfjärilar. Inga underarter finns listade i Catalogue of Life.